# Lantriac
Lantriac é uma comuna francesa na região administrativa de Auvérnia-Ródano-Alpes, no departamento de Alto Loire. Estende-se por uma área de 22,94 km². Em 2010 a comuna tinha 1 978 habitantes (densidade: 86,2 hab./km²).